# Shenfield
Shenfield is een plaats in het Engelse graafschap Essex. Het maakt deel uit van het district Brentwood.
Shenfield komt in het Domesday Book (1086) voor als 'Scenefelda'. Een beschrijving van Britse plaatsen uit 1870-72 meldt over het dorp dat zij in 1861 1149 inwoners telde in 229 huizen. Het landhuis 'Old Shenfield Place' werd in 1689 gebouwd, aan het tracé van de Romeinse weg naar Essex - net als de oudste delen van het dorp. Het landhuis heeft een vermelding op de Britse monumentenlijst.